# USS Morris (DD-271)
Za druga plovila z istim imenom glejte USS Morris.
USS Morris (DD-271) je bil rušilec razreda Clemson v sestavi Vojne mornarice Združenih držav Amerike.
Rušilec je bil poimenovan po komodorju Charlesu Morrisu.